# ريك فارلي
ريك فارلي (بالإنجليزية: Rick Farley)‏ هو سياسي أسترالي، ولد في 9 ديسمبر 1952 في تاونسفيل في أستراليا، وتوفي في 13 مايو 2006 في سيدني في أستراليا.